# La Sauvetat, Gers
La Sauvetat är en kommun i departementet Gers i regionen Occitanien i sydvästra Frankrike. Kommunen ligger i kantonen Fleurance som tillhör arrondissementet Condom. År 2022 hade La Sauvetat 418 invånare.

## Befolkningsutveckling
Antalet invånare i kommunen La Sauvetat
Referens:INSEE